# Diadembusksläktet
Diadembusksläktet (Tibouchina) är ett växtsläkte inom familjen medinillaväxter med 234 arter från Central- och Sydamerika. Några arter odlas i Sverige som krukväxter.
Släktet består av städsegröna buskar och träd.
Studier har visat att släktet är parafyletiskt.